# カンパラーダ
カンパラーダ（伊: Camparada）は、イタリア共和国ロンバルディア州モンツァ・エ・ブリアンツァ県にある、人口約2,200人の基礎自治体（コムーネ）。

## 地理

### 位置・広がり
モンツァ・エ・ブリアンツァ県中部に位置するコムーネで、県都モンツァから北北東へ9km、レッコから南南西へ約23km、州都ミラノから北北東へ約24km、コモから南東へ約25kmの距離にある。

#### 隣接コムーネ
隣接するコムーネは以下の通り。LCはレッコ県所属。
- アルコレ
- カザテノーヴォ (LC)
- レズモ
- ウズマーテ・ヴェラーテ

### 気候分類・地震分類
気候分類では、zona E, 2441 GGに分類される。
また、イタリアの地震リスク階級 (it) では、zona 3 (sismicità bassa) に分類される。